# James Percy FitzPatrick
James Percy FitzPatrick, född 24 juli 1862, död 24 januari 1931, var en sydafrikansk politiker.
FitzPatrick bosatte sig 1884 i Transvaal, där han i opposition mot boerregeringen kämpade för satt skaffa de invandrade statsborgarrätt. Då Transvaal blev brittisk koloni med självstyrelse, var FitzPatrick en av ledarna för det brittiskvänliga partiet eller progressisterna i Parlamentet. FitzPatrick har författat en del arbeten om sydafrikanska förhållanden.